# Навлигинмываям
Навлигинмываям — река на северо-востоке полуострова Камчатка.
Длина реки — 47 км. Протекает по территории Олюторского района Камчатского края (Ильпинский полуостров). Впадает в лагуну Легунмун залива Корфа Берингова моря на северо-восточном побережье полуострова Камчатка.

## Данные водного реестра
По данным государственного водного реестра России относится к Анадыро-Колымскому бассейновому округу.
Код объекта в государственном водном реестре — 19060000312120000008137.